# 辟邪絵

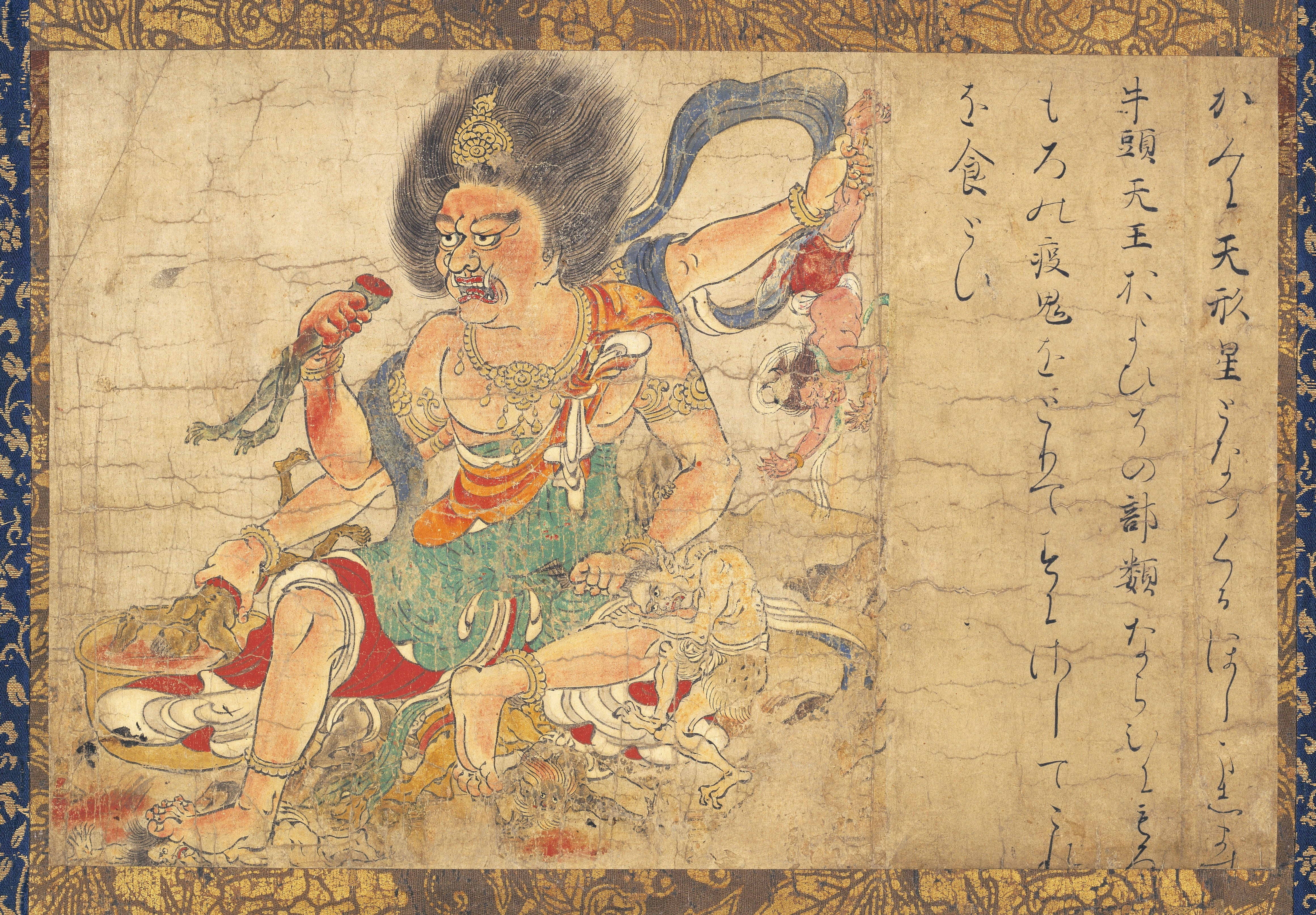
辟邪絵のうち天刑星

辟邪絵（へきじゃえ）は中国などで古くから信仰された、疫鬼を懲らしめ退散させる善神を描いた絵である。奈良国立博物館が所蔵する12世紀頃制作の絵巻物は、日本の国宝に指定されている。このほか、アジャンター石窟で5世紀頃制作の第17窟などの遺例が知られる。

## 概要

### 奈良国立博物館本（地獄草紙益田家乙本）
画風から平安時代末期から鎌倉時代初期、12世紀の制作と考えられている。制作事情については正確なことは不明であるが、後白河法皇の蓮華王院の宝蔵に保管されていたことが記録されている「六道絵」の一部だったもので、現存する「地獄草紙」、「餓鬼草紙」、「病草紙」などと一連の作品であろうと推定されている。南都（奈良）との強い関係と、平安時代に宮中で修された宮廷歳末恒例の懺悔会である仏名会に用いた「地獄変御屏風」との関係も指摘される。
この絵巻は、かつて実業家で茶人の益田孝（益田鈍翁）が所蔵しており、「地獄草紙益田家乙本」と呼ばれていた。同じく益田家に所蔵されていた「沙門地獄草紙」を「地獄草紙甲本」と呼ぶのに対し「地獄草紙乙本」と称されていたものだが、この絵巻で責めさいなまれているのは人間ではなく、疫病や害悪をもたらす疫鬼である。すなわち、この作品は地獄の情景を描いたものではなく、悪鬼を退治する善神を描いたものであることから国宝指定名称は「辟邪絵」となっている。
天刑星、栴檀乾闥婆、神虫、鍾馗、毘沙門天王の絵がそれぞれの辟邪神の働きが付されている詞書とともに描かれる。かつては絵巻であったが、戦後に切断されて現在は5幅の掛幅装となっている。この絵と東京国立博物館本『地獄草紙』、福岡市美術館本『勘当の鬼図』の詞書は同筆であると見る説がある。

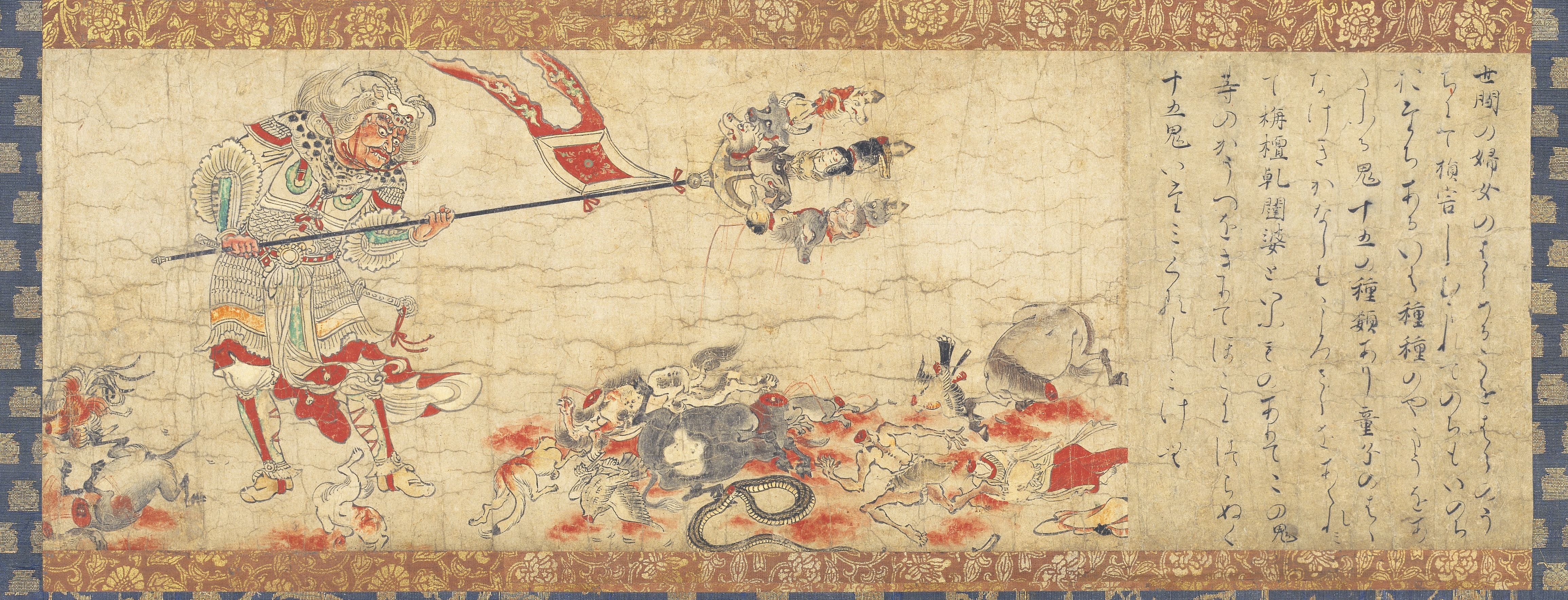
栴檀乾闥婆
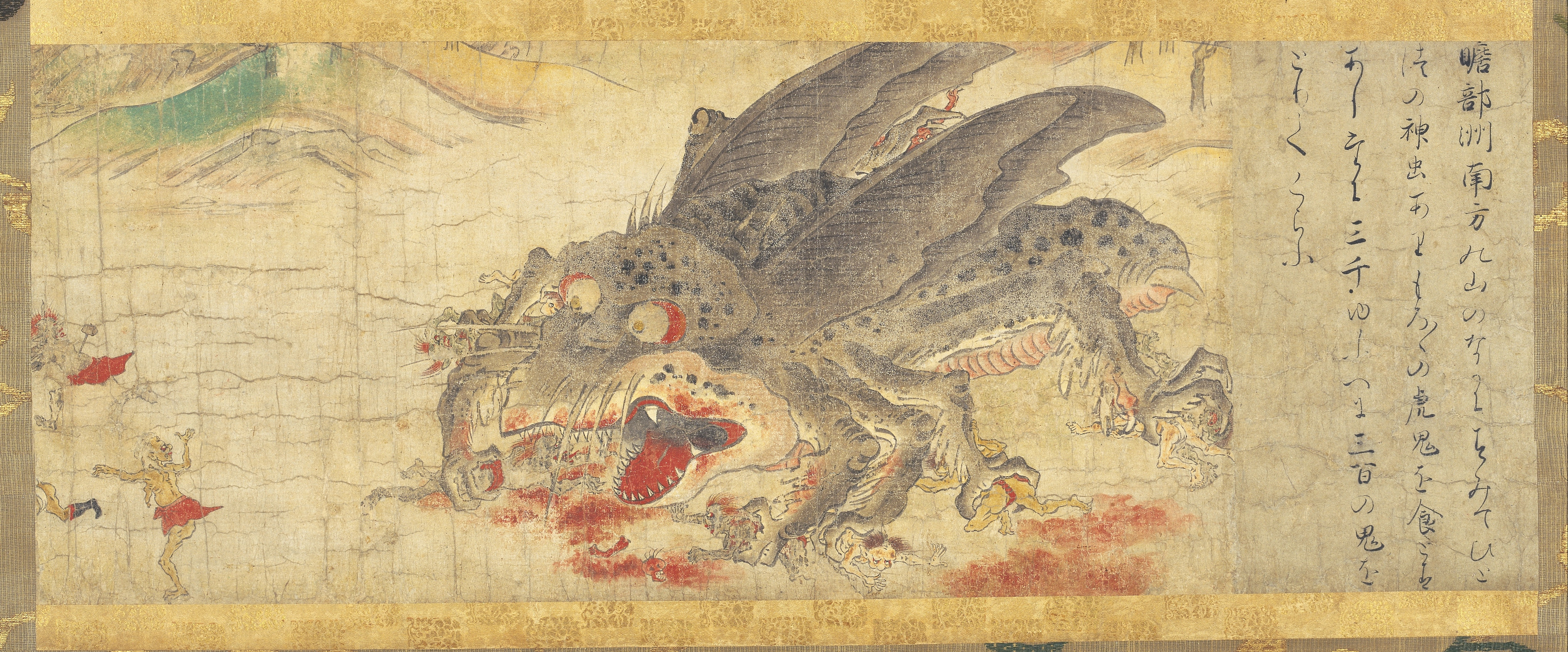
神虫
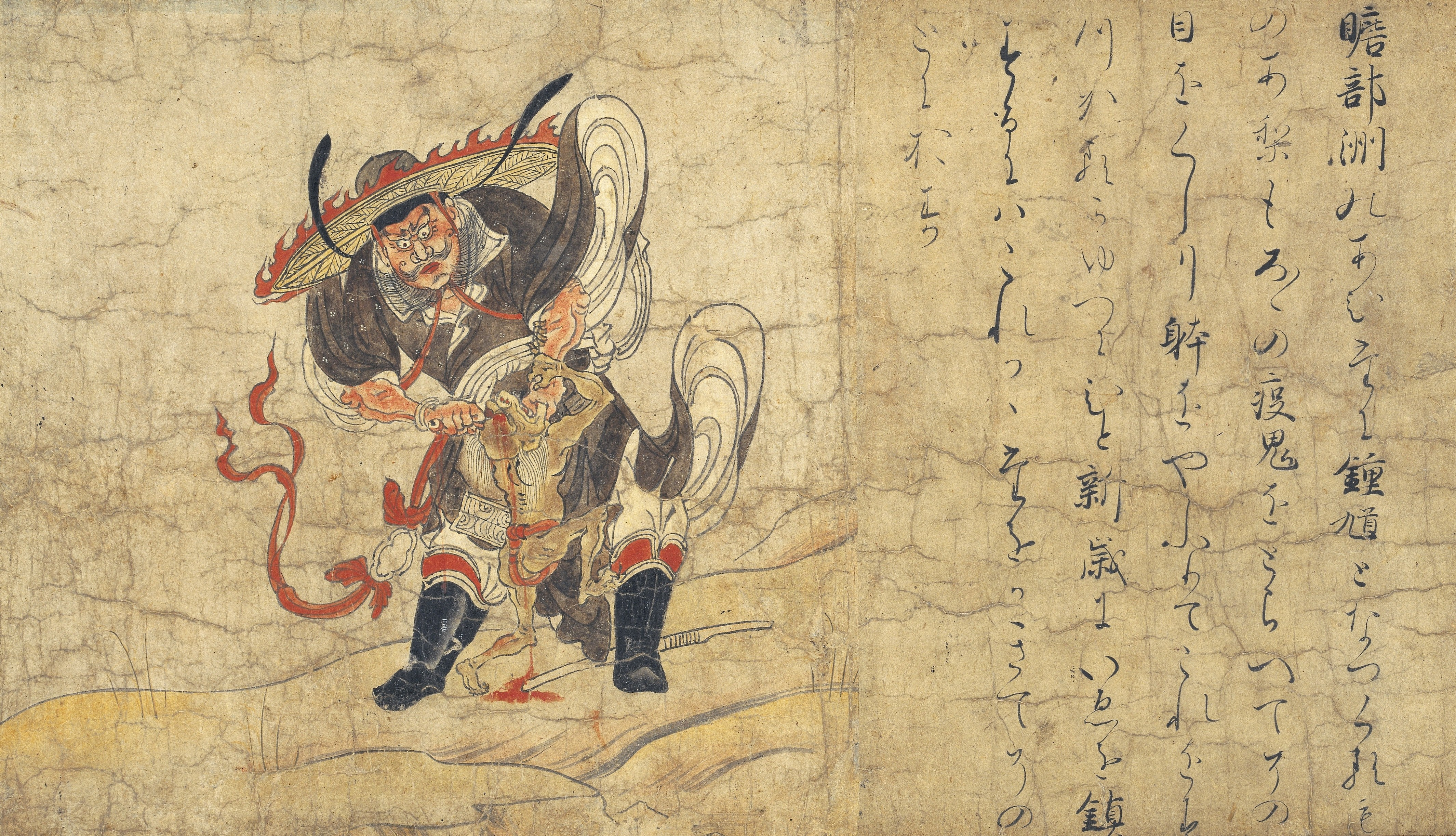
鍾馗
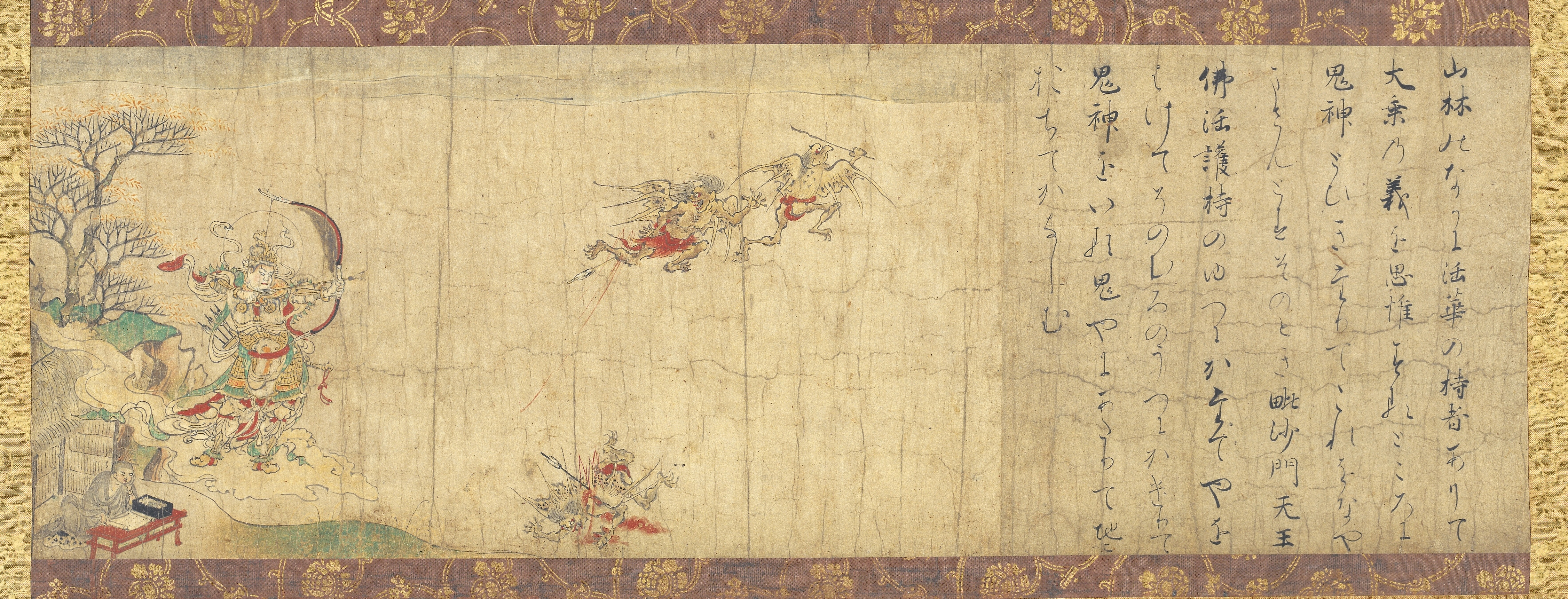
毘沙門天王